# El esclavo George
George Lewis (también conocido como Esclavo George o el esclavo George de Lilburn Lewis; 1794 - 15 de diciembre de 1811) fue un joven afroamericano esclavo; asesinado en Kentucky occidental en la noche del 15 al 16 de diciembre de 1811 por Lilburn e Isham Lewis, hijos del Dr. Charles Lilburn Lewis y Lucy Jefferson Lewis, y sobrinos de Thomas Jefferson. Los hermanos eran también parientes de Meriwether Lewis de los famosos Lewis y Clark.
Debido a que el asesinato coincidió en el tiempo y lugar con el terrible terremoto de Nueva Madrid y la desgracia de la prominente familia Lewis, los relatos sobre él pronto se convirtieron en parte de la tradición popular regional y nacional. Poco después de ser liberado bajo fianza, Lilburn Lewis se suicidó. Después de la muerte de su hermano, Isham huyó y desapareció de la región, y se cree que pereció en la Batalla de Nueva Orleans en enero de 1815.

## Educación y primeros años
George nació en la esclavitud en 1794 en Virginia, como propiedad de la familia Lewis. Creció como esclavo doméstico y aprendió lo que se necesitaba en la cocina y otras áreas de la casa. Cuando Randolph y Lilburne Lewis decidieron mudarse a Kentucky en 1806 con sus familias, llevaron a sus esclavos con ellos, incluyendo George.

## De fondo
A principios de 1812, Lilburne e Isham Lewis estaban de luto por su madre y hermano mayor Randolph, que habían muerto el año anterior. Lilburne también había perdido a su primera esposa en 1811 y se había vuelto a casar con una mujer local llamada Letitia. A principios de 1812 ya estaba embarazada de su primer hijo, y Lilburne estaba luchando con dificultades económicas para mantener a sus cinco hijos fruto del matrimonio anterior.
George era un esclavo de 16 o 17 años de Lilburne Lewis. Isham había venido a casa de su hermano para una visita prolongada, y esa noche después de que George rompiera accidentalmente una jarra de agua que había pertenecido a su madre, furiosos, le mataron delante de los otros siete esclavos.
"En un ataque de ebriedad furiosa, cogieron a George, y le ataron sobre el piso de la cocina. Los hermanos reunieron a sus siete esclavos y les ordenaron avivar un gran fuego en la chimenea. Lilburn cerró la puerta e informó a sus esclavos que pretendía acabar con su insolencia de una vez por todas. Mientras los esclavos aterrorizados se mantenían de pie contra la pared, Lilburn decapitó a George de un hachazo en el cuello, y los dos hermanos obligaron a uno de los esclavos a descuartizar el cuerpo. Los trozos de George fueron quemados uno a uno en la chimenea hasta aproximadamente las 2:00 a.m. cuando un fuerte terremoto azotó Kentucky occidental, causando que la chimenea colapsara y apagara el fuego. Al día siguiente, durante las réplicas del temblor, los hermanos Lewis obligaron a sus esclavos a limpiar los restos del cuerpo de la chimenea y empezar a reconstruirla. Ocultaron los trozos del cuerpo de George sin quemar entre las piedras de la chimenea reconstruida." A History of Blacks in Kentucky: From Slavery to Segregation 1760-1891, Marion Brunson Lucas.

## Terremoto de Nueva Madrid

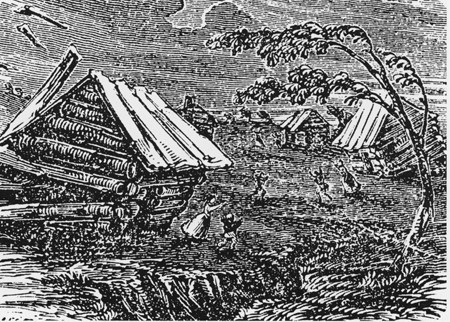
Representación decimonónica de los efectos del terremoto de Nueva Madrid en diciembre de 1811.

El desmembramiento del cadáver decapitado de George fue interrumpido por el más potente terremoto jamás registrado al este de las Montañas Rocosas, el gran terremoto de Nueva Madrid, el cual golpeó a las 3:15 a. m. Tiempo oriental (2:15 a. m. en la Hora estándar del centro observada en el Kentucky occidental donde se produjo el crimen). Lilburne pretendió destruir la evidencia ordenando a sus esclavos quemar los restos descuartizados de George en la chimenea, pero el terremoto de Nueva Madrid provocó el colapso de la chimenea encima del fuego (Probablemente en la cocina de la cabaña). En los días siguientes, los hermanos hicieron que los esclavos reconstruyeran la chimenea y escondieran los restos dentro. Dos fuertes réplicas posteriores sacudieron la región el 23 de enero de 1812 y el 7 de febrero de 1812. La segunda causó el derrumbamiento parcial de la chimenea que ocultaba los restos de George.
A principios de marzo de 1812, un perro del vecindario escarbó en el hueco y recuperó el cráneo del joven, que dejó tirado a la vista en un camino. Los vecinos vieron la calavera y empezaron las preguntas. Determinaron que era del esclavo George, que había desaparecido, y comprendieron que había sido asesinado. En las áreas con esclavitud de los Estados Unidos, el asesinato tortuoso de un esclavo era ilegal.
Lilburne e Isham Lewis fueron rápidamente investigados, arrestados y acusados. Después de haber sido liberados bajo fianza, el 9 de abril de 1812, Lilburne animó a su hermano a llevar a cabo un pacto de suicidio. En el acontecimiento, solo Lilburne murió. Detenido como accesorio al suicidio, Isham huyó de la prisión y desapareció. Su padre Charles se había quedado sin dinero, habiendo perdido a su hijo Randolph y a su esposa Lucy el año anterior, y de repente hubo de afrontar el cuidado de los huérfanos de Lilburne así como el de Randolph. La esposa de Lilburne, Letitia, regresó con su familia después del asesinato.
Muchos libros y artículos desde 1812 han examinado el caso del esclavo George y los sobrinos de Jefferson. El historiador Boynton Merrill, Jr. lo considera debido a los abusos de poder inherentes a la propia institución de la esclavitud, las tensiones de la frontera, las pérdidas personales y financieras de la familia Lewis en el momento, la inestabilidad mental de Lilburne, y el abuso del alcohol por ambos hermanos.

## Representación en otros medios de comunicación
- El poeta y novelista Robert Penn Warren exploró el escándalo en su poema Brother to Dragons, A Tale in Verse and Voices (1953, revisado en 1979).